# Trattato di Worms (1743)
Il trattato di Worms è stata un'alleanza politica tra la Gran Bretagna, l'Austria e il Regno di Sardegna, firmata il 13 settembre 1743. È stato un ambizioso tentativo di politica estera condotto dal governo britannico nel tentativo di allontanare l'imperatore Carlo VII dall'influenza francese e, nel contempo, di risanare la vertenza tra l'imperatore, l'arciduchessa Maria Teresa d'Austria e il re Carlo Emanuele III di Sardegna.
Secondo i termini del trattato, Maria Teresa accettava di trasferire al re di Sardegna la città di Piacenza e parte del Ducato di Parma e Piacenza, il Vigevanese, l'Oltrepò pavese, con le contee di Voghera e Bobbio e parte del Principato di Pavia, la parte della contea di Angera sulla sponda occidentale del Lago Maggiore e di reclamare in Liguria il marchesato di Finale. L'arciduchessa si impegnava a mantenere 30.000 uomini in Italia sotto il comando dei Savoia.
La Gran Bretagna accettava di pagare la somma di £ 300.000 per la cessione di Finale e di fornire un sussidio annuo di £ 200.000, a condizione che i Savoia avessero portato le dimensioni del loro esercito a 45.000 uomini. In aggiunta a queste condizioni finanziarie, la Gran Bretagna accettava di inviare una flotta nel Mediterraneo. Sotto un separato e segreto accordo, accettato in contemporanea con i termini del trattato, ma che non era né ratificato né formalmente riconosciuto pubblicamente, si era stabilito che la Gran Bretagna avrebbe pagato a Maria Teresa una sovvenzione annuale di £ 300.000, per tutto il tempo che gli affari avessero richiesto.
I termini del trattato di Worms relativi alla cessione del marchesato di Finale al Regno di Sardegna erano percepiti come particolarmente ingiusti da parte della Repubblica di Genova, il cui territorio era stato garantito integro dal quarto articolo della Quadruplice Alleanza del 2 agosto 1718 tra la Gran Bretagna, Francia, Austria e Paesi Bassi.